# 99905 Jeffgrossman
99905 Jeffgrossman este un asteroid din centura principală de asteroizi.

## Descriere
99905 Jeffgrossman este un asteroid din centura principală de asteroizi. A fost descoperit pe 27 august 2002 la Observatorul Palomar de Robert D. Matson. Asteroidul prezintă o orbită caracterizată de o semiaxă mare de 3,44 ua, o excentricitate de 0,09 și o înclinație de 3,5° în raport cu ecliptica.